# Willi Giesemann
Wilhelm Giesemann (2 de setembre de 1937 - 4 d'octubre de 2024) va ser un futbolista alemany que va jugar com a migcampista.

## Carrera de club
Després de la introducció de la Bundesliga el 1963, Giesemann va participar en 104 partits de màxima categoria per a l'Hamburger SV.

## Carrera internacional
Giesemann va formar part de la selecció de l'Alemanya Occidental a la Copa del Món de la FIFA de 1962 i va jugar-hi dos partits.
Es va perdre la participació al mundial següent a causa d'una lesió, la qual va afectar la durada de la seva capacitat per jugar a futbol de primer nivell en les últimes etapes de la seva carrera, però va patir la seva lesió més dura just el dia de la seva catorzena i última aparició amb la selecció d'Alemanya Occidental. El 6 de juny de 1965, els alemanys occidentals es van enfrontar al Brasil a Rio i van lluitar durament per resistir a Garrincha, Ademir i Pelé. El Brasil anava guanyant, i poc abans d'acabar el partit una entrada de Pelé va provocar-li una fractura de tíbia. I va ser el famós davanter brasiler qui va marcar el segon gol decisiu poc després. En total va guanyar 14 partits.

## La mort
Giesemann va morir el 4 d'octubre de 2024, a l'edat de 87 anys.